# Cryptolepis laurentii
Cryptolepis laurentii är en oleanderväxtart som beskrevs av De Wild.. Cryptolepis laurentii ingår i släktet Cryptolepis och familjen oleanderväxter. Inga underarter finns listade i Catalogue of Life.